# Robert Chemonges
Robert Chemonges, né le 15 octobre 1997 à Kween, est un athlète ougandais.

## Carrière
Il est médaillé d'argent par équipes aux Championnats du monde de course en montagne 2015 à Betws-y-Coed. Il termine premier lors des Championnats du monde de course en montagne 2016 mais est disqualifié pour avoir bénéficié de l'aide d'un lièvre de la part d'un coureur junior,.
Il se classe 43e du marathon masculin aux championnats du monde d'athlétisme 2017 à Londres et remporte le marathon de Düsseldorf la même année.
Aux Championnats du monde de course en montagne 2018 à Canillo, il est médaillé d'or en individuel et par équipes. Il remporte la même année le marathon de Porto.
Il remporte le semi-marathon des Jeux africains de plage de 2019 à Sal. En octobre de la même année, il remporte le Marathon Vert de Rennes en 2 h 09 min 04 s.